# 黑暗骑士 (称号)
黑暗骑士（英語：Dark Knight）是超级英雄蝙蝠侠的绰号。在比尔·芬格在《蝙蝠侠》第1期（1940年春季）所写的一个故事中，蝙蝠侠首次使用这个昵称。

## 其他媒体引用
- 1986年由弗兰克·米勒创作的四期短连载《蝙蝠侠：黑暗骑士归来》
- 1989年至2007年的月刊连载《蝙蝠侠:黑暗骑士的传说》
- 由大卫•芬奇于2011年开始创作的连载《黑暗骑士》，30期后完结
- 由克里斯托弗·诺兰导演的系列电影《黑暗骑士三部曲》

1999年两期漫画故事《暗夜圆桌骑士》中，蝙蝠侠以此为昵称。此故事设定在英国亚瑟王传奇中，布鲁斯最初反对亚瑟王，但最终加入了他的圆桌骑士团，与莫德雷德、莫甘娜战斗。

## 适用性
弗兰克·米勒1986年的漫画《黑暗骑士归来》突出体现了这个绰号。据《现代流行文化中的怪物猎人》一书所记载，米勒之所以选择这个书名是有原因的：“在这里，‘黑暗’并不指晚上工作或穿黑色服装，而指披风斗士的灵魂。其灵魂可能如他的猎物一般受到污染”。《黑暗骑士归来》中，蝙蝠侠骑着马，在因电磁脉冲而瘫痪的哥谭市中前行；《Riddle Me This, Batman! 》一书将这个画面中的蝙蝠侠描述为一个中世纪的浪漫侠客，并引用了杰西·纳什笔下的一个以亚瑟王传奇为背景的蝙蝠侠故事。这本书认为，后者除了以描写骑马来强调中世纪世界观，并没有体现亚瑟王的精髓：“蝙蝠侠在马背上提倡恢复秩序的行为，实际上是中世纪领主以强硬手段保护和恢复社会结构来实现霸权的行为，与亚瑟王不同。”
在2008年的电影《黑暗骑士》中，蝙蝠侠和警察局长詹姆斯·戈登认为蝙蝠侠不能同时象征混乱和秩序。他们包庇了地方检察官哈维·丹特的罪行，引导公众认为蝙蝠侠杀死了丹特。他们要保护哈维白骑士的身份，而蝙蝠侠“只能成为”黑暗骑士。《21世纪超级英雄》中记载，“至少部分人认为，蝙蝠侠从一开始就被视为（潜在）的罪犯，故得以成功扮演黑暗骑士；同时，少数反对者也成为了他的对手。”
《电影社会学：电影中的社会生活》也阐述了蝙蝠侠被称为“黑暗骑士”的原因。书中写道，蝙蝠侠为正义和秩序行事，但“并不总是清楚他处在法律的哪一方……蝙蝠侠的犹豫使他成为一个独特的超级英雄，其行动由内心斗争而激起，使得他和其他人一样质疑其道德取向的动机和忠诚。”《Screening the Face》认为蝙蝠侠戴着的半脸面具的作用类似于骑士头盔。书中写道，面具解释了蝙蝠侠作为黑暗骑士的矛盾。
《蝙蝠侠与哲学》写道；“虽然‘黑暗骑士’是蝙蝠侠的昵称，但他并非总是黑暗、沉闷的……如同当时的其他超级英雄故事一样，漫画的白银时代中关于蝙蝠侠的故事是可爱、夸张，甚至搞笑、无厘头的。”